# Helmut Puff
Helmut Puff (* 1961 in Mannheim) ist ein deutscher Germanist und Historiker.

## Leben
Puff studierte Germanistik und Geschichtswissenschaften an den Universitäten Tübingen, Hamburg und Basel. Er ist Lehrstuhlinhaber für Germanistik und Geschichte an der University of Michigan. Im Kollegjahr 2016/17 war er Honorary Fellow am Historischen Kolleg in München, wo er über Prolegomena zu einer Geschichte des Wartens forschte.
Helmut Puff publiziert extensiv zur Geschichte der Sexualitäten in der Vormoderne.

## Veröffentlichungen
- als Hrsg.: Lust, Angst, Provokation. Homosexualität in der Gesellschaft. Vandenhoeck & Ruprecht, Göttingen/Zürich 1993, ISBN 3-525-01423-6.
- Von dem schlüssel aller Künsten / nemblich der Grammatica. Deutsch im lateinischen Grammatikunterricht 1480–1560. 1995, ISBN 3-7720-1988-9.
- Männergeschichten, Frauengeschichten. Über den Nutzen einer Geschichte der Homosexualitäten. In: Hans Medick, Anne-Charlott Trepp  (Hrsg.): Geschlechtergeschichte und Allgemeine Geschichte. 1998, ISBN 3-89244-282-7, S. 125–170.
- Ulrike Weckel u. a.: Freundschaft. Ergebnisse-Verlag, 2001, ISBN 3-87916-237-9.
- mit Christopher Wild (Hrsg.): Zwischen den Disziplinen? Perspektiven der Frühneuzeitforschung. Wallstein, 2003, ISBN 3-89244-628-8.
- Sodomy in Reformation Germany and Switzerland, 1400–1600. University of Chicago Press, Chicago. 2003, ISBN 978-0226685069.
- Miniature Monuments: Modeling German History. Walter de Gruyter, Berlin u. a. 2014, ISBN 978-3-11-030385-8